# Kazimierz Grodzicki (rzeźbiarz)
Kazimierz Grodzicki, Kazimierz Łada-Grodzicki (ur. w 1858 w Warszawie, zm. w 1933 tamże) – polski rzeźbiarz i malarz, działający w Warszawie.
Pobierał lekcje malarstwa (m.in. u Feliksa Brzozowskiego), a później rzeźby u szeregu artystów w Polsce i u Auguste Rodina. Rzeźba Grodzickiego „Rydwan sławy”, ważąca 58 kg, odlana z brązu w 1900 r. apoteoza Henryka Sienkiewicza, znajduje się na ekspozycji w kolekcji Muzeum Henryka Sienkiewicza w Oblęgorku, filii Muzeum Narodowego w Kielcach. Jego twórczość nie wywołała większego zainteresowania, zmarł w zapomnieniu.